# Триродийцирконий
Триродийцирконий — бинарное неорганическое соединение
родия и циркония
с формулой Rh3Zr,
кристаллы.

## Получение
- Сплавление стехиометрических количеств чистых веществ:

{\displaystyle {\mathsf {3Rh+Zr\ {\xrightarrow {1920^{o}C}}\ Rh_{3}Zr}}}

## Физические свойства
Триродийцирконий образует кристаллы
кубической сингонии,
пространственная группа P m3m,
параметры ячейки a = 0,3927 нм, Z = 1,
структура типа тримедьалюминия AlCu3
.
Соединение конгруэнтно плавится при температуре 1920°C  (1900°C ).